# Gerberge de Provence
Gerberge de Provence, née vers 1060 ou 1078/84 et † entre 1112 et 1118, est une comtesse indivis de Provence, issue de la lignée comtale provençale fondée par le comte Boson II d'Arles.

## Biographie

### Origines incertaines
La date de naissance de Gerberge ou Gerberga n'est pas connue, toutefois elle est placée vers 1060 (Stasser, 2019) ou vers 1078/84 (Medieval Lands).
Sa filiation n'est pas connue à ce jour. La première mention la concernant remonte à juin 1110, où elle est déjà l'épouse du comte Girbert Ier /Gerbert de Millau.
La tradition considère qu'elle est vraisemblablement la fille de Geoffroi Ier, comte de Provence, et de Stéphanie Douce (Stefania Dolça) ou Étiennette-Douce, que le généalogiste hongrois Szabolcs de Vajay (en) rattache à la famille vicomtale de Marseille,,. Cette filiation est reprise, rappelle le chercheur Stasser (2019), des travaux d'Honoré Bouche, dans son ouvrage Chorographie ou description de la Provence et Histoire chronologique du même pays (1664).
Poly (1976) la plaçait, dans son tableau généalogique, comme étant la fille de Bertrand II.
Le chercheur Stasser (2019) considère que cette tradition est « Chronologiquement […] peu vraisemblable », rappelant les différents actes mentionnant Geoffroi et son épouse, « actif entre 1040 et 1060 ». Il suppose ainsi que Gerberge devait être « née plus de vingt ans après leur mariage » et qu'elle est restée « célibataire jusqu’à 30 ans passés, ce qui est assez étonnant pour une fille de comte ». 
Selon l'hypothèse traditionnelle, elle est la sœur, de Bertrand II († entre 1090/1094),.

### Héritage du comté de Provence et mariage
Son frère Bertrand II, comte de Provence, meurt entre 1090 et 1094 1093, laissant une fille, Cécile, qui avait été dotée lors de son mariage avec Bernard Aton, vicomte de Béziers et de Carcassonne. Selon la tradition, Gerberge « aurait succédé à son frère parce que encore célibataire et non dotée ». Cette hypothèse apparaît comme « peu vraisemblable », pour Stasser (2019). Il lui semble que la comtesse veuve Stéphanie, dite Douce, ait été une sorte de régente et qu'elle serait à l'origine du mariage avec Girbert Ier /Gerbert (1060 - 1111), comte de Gévaudan, le second fils de Bérenger de Millau, vicomte de Millau et de Rodez, et d'Adèle, vicomtesse de Carlat.
Gerberge hérite ainsi des 3/8 de ce que l'on nomme la marche ou marquisat de Provence. Il faut attendre cependant le mois de juin 1110 pour qu'elle soit mentionnée pour la première fois. Elle se trouve aux côtés de son époux Girbert Ier, comte de Gévaudan qui rend justice à Avignon. Ce dernier est mentionné comme présent dans la ville entre 1107 et 1110. Le couple a deux filles, Douce et Étiennette.
Le règne de son époux est assez court puisqu'il est assassiné, vers juin 1110 et février 1112 par des « scélérats », appartenant à la vieille aristocratie provençale,,. 

### Succession du comté de Provence
En effet, à la fin du XIe siècle et au début du siècle suivant, le comté de Provence se trouve en situation de fragilité, car il se trouve entre les mains de sept femmes et leurs enfants, issues des différentes branches de la dynastie comtale,.
Le comté de Provence étant en indivision est partagé vers 1105, entre la maison de Toulouse, la comtesse Adélaïde de Forcalquier et la comtesse Gerberge.
Afin de trouver le soutien d'une « dynastie forte », Gerberge marie en février 1112 sa fille aînée, Douce/Dolça, à Raimond-Bérenger III, Comte de Barcelone et de Gérone,,. Sa seconde fille, Stéphanie, est mariée, vers 1110/15, à Raymond Ier, seigneur des Baux.
L'union permet à la maison catalane de Barcelone, ennemie de lignée des Saint-Gilles, comtes de Toulouse, et héritière de la branche aînée des comtes de Provence, de s'implanter en Provence,. Gerberge remet ainsi à Douce le 1er janvier 1112 une « partie de Provence qui restait indivise et qu’elle avait hérité de son frère Bertrand, ainsi que les biens de son mari », puis cette dernière, deux jours après, est unie à Raimond-Bérenger III de Barcelone, qui « de fait, [devient] marquis de Provence ».
Si dans un premier temps, l'entente entre les deux beaux-frères semble cordiale, se soutenant mutuellement, Raymond Ier, seigneur des Baux, en revendiquant les droits de son épouse sur le comté de Provence, enclenchera un conflit, appelé « guerres baussenques », qui durera une
vingtaine d'années,.
Il n'existe pas d'acte où elle figure après ses événements. La date de sa mort n'est donc pas connue. Le site Internent Medieval Lands place donc sa mort entre 3 février 1112 et janvier 1118.

## Famille
Gerberge de Provence épouse Girbert Ier /Gerbert de Millau († v. 1110/1112), comte de Gévaudan. Ils ont au moins trois filles :
- Douce († 1130), mariée en 1112 à Raimond-Bérenger III (1082 † † 1131), comte de Barcelone ;
- Etiennette († apr. 1160), mariée à Raymond Ier  (mort en 1150), seigneur des Baux ;
- Sibylle, mariée à Gui III de Sévérac.